# In einem andern Land

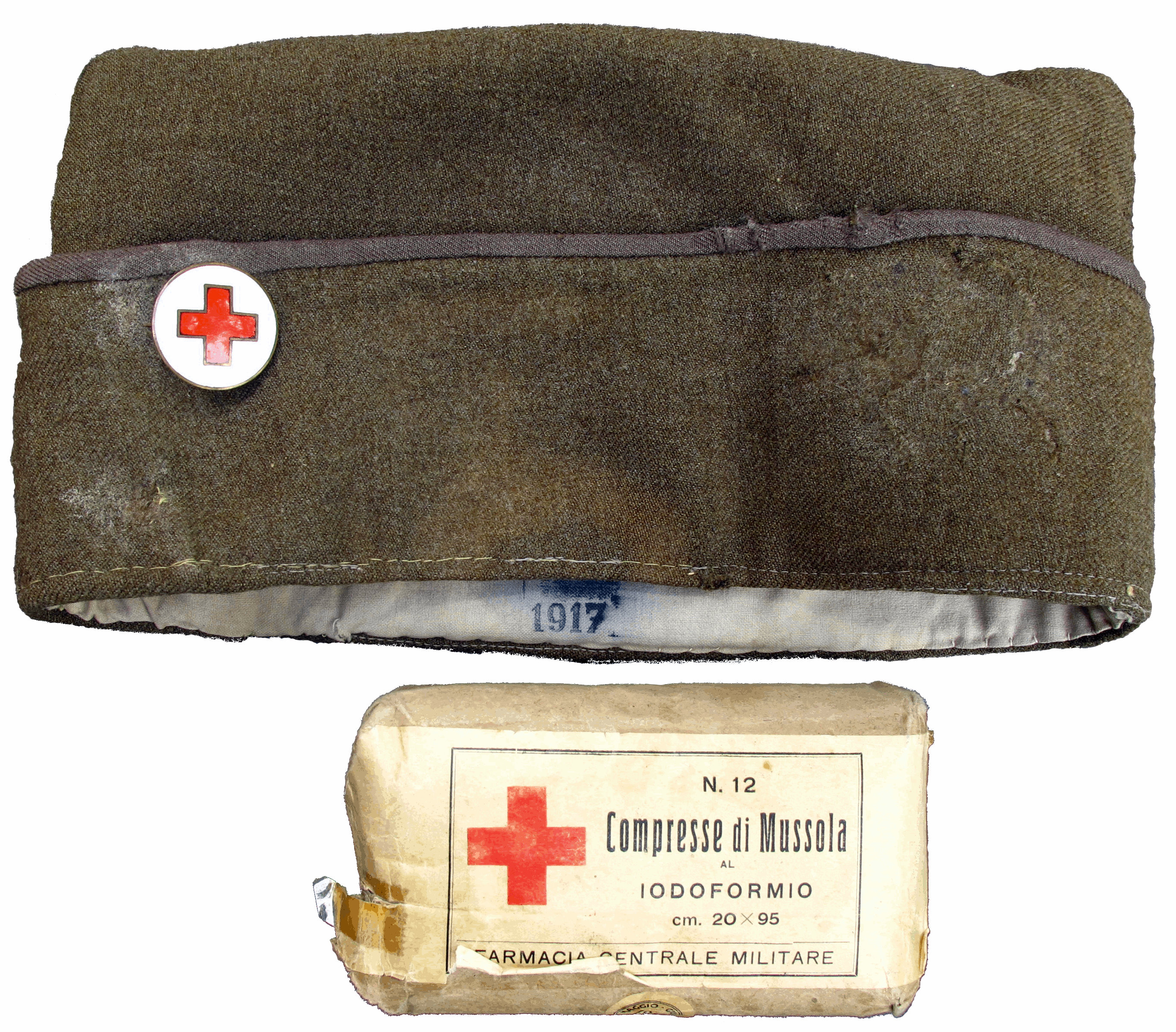
Sanitätermütze aus dem Besitz Hemingways

In einem andern Land ist ein Roman von Ernest Hemingway, der 1929 unter dem Titel A Farewell to Arms bei Charles Scribner’s Sons in New York erschien. Die deutsche Erstausgabe brachte Rowohlt 1930 in der Übersetzung von Annemarie Horschitz-Horst heraus. Der deutsche Titel basiert auf der 1927 in Scribner’s Magazine publizierten Kurzgeschichte In Another Country. Die Neuübersetzung von Werner Schmitz aus dem Jahr 2018 trägt den geringfügig veränderten Titel In einem anderen Land.
Hemingway lässt seine Erlebnisse als Sanitäter an der italienischen Front im Ersten Weltkrieg einfließen, wenn er über die Liebe zwischen einem in der italienischen Armee dienenden Amerikaner und einer britischen Krankenschwester während dieses Krieges erzählt.
Das Werk kam 1933 auf die Liste der zu verbrennenden Bücher der deutschen Nationalsozialisten.

## Inhalt
Der Ich-Erzähler Frederic Henry hat ein Architekturstudium in Rom abgebrochen und ist in den Krieg gezogen. Nun, im Jahre 1917, dient der junge US-Amerikaner in Nordostitalien als Sanitätsoffizier an der italienisch-österreichischen Front auf Seiten der Italiener. Für Frederic besteht der Krieg aus Wartezeiten und Krankheiten (er holte sich den Tripper). Gegen das Warten helfen Lektüre wie „Das Feuer“ von Barbusse. Ernüchtert wie Frederic, empfinden die meisten Uniformierten den lausigen Krieg inzwischen als Schweinerei. „Wenn ich Verstand hätte, wäre ich nicht hier“, sagt ein italienischer Kamerad zu Frederic. Trotzdem wird er angegriffen und stirbt. Wegen Feigheit vor dem Feind wird ein ganzer Truppenteil an Ort und Stelle dezimiert.
An seinem Standort lernt Frederic die blonde englische Krankenschwester Miss Catherine Barkley kennen. Catherines Verlobter fiel an der Somme. Frederic findet Catherine sehr schön. Er will sie und wird zunächst abgewiesen. Frederic ist hartnäckig. Die ziemlich große junge Frau mit den grauen Augen und der gebräunten Haut taut auf und lässt sich küssen.
Frederic unterstehen vier italienische Krankenwagen-Fahrer. Nördlich von Gorizia, am Isonzo, warten die fünf Männer in vorderster Front auf die angekündigte italienische Offensive. Dabei sollen sie die Verwundeten zum nächsten Verbandsplatz transportieren. Unmittelbar vor Beginn des Angriffs holt Frederico, wie ihn die italienischen Kameraden nennen, Essen für seine Leute. Da bricht der Sturm los. Kaltblütig wird noch die Mahlzeit eingenommen. Die Österreicher erwidern das Feuer. Eine Mine trifft den Unterstand. Einem essenden Italiener werden beide Beine abgerissen. Er brüllt, stöhnt, betet, verstummt, stirbt. Auch Frederic hat Fleischwunden in beiden Hüften, in beiden Beinen und am rechten Fuß.
Die Chirurgen im Verbandsraum sind roh wie Schlächter. Soldaten sterben ihnen unterm Messer weg. Trotzdem scherzen die englischen Kameraden, die Frederic auf einem der OP-Tische platzieren möchten. Sie geben Frederic für den Sohn des US-Präsidenten Wilson aus. Als das keinen Eindruck macht, behaupten sie, Frederic sei der einzige Sohn des amerikanischen Botschafters. Schließlich kommt Frederic im Verbandsraum an die Reihe und wird danach vom Verbandsplatz ins Feldlazarett gefahren. Auf der Fahrt blutet und stirbt ein Kamerad auf der Trage über ihm. Der Tote wird aus-, der nächste Verwundete eingeladen und weiter geht die Holperfahrt. Im Lazarett überblickt Frederic den Friedhof vor dem Haus mit den neu hinzukommenden Gräbern samt beschrifteten Kreuzen. Um ihn herum in den Betten sterben Verwundete. Weil Frederic zahlreiche Splitter im Körper hat, wird er ins amerikanische Lazarett nach Mailand verlegt. Dort steht Röntgentechnik bereit. Kameraden besuchen Frederic. Dem Alkohol wird am und im Krankenbett zugesprochen. Der Kranke fragt nach Catherine. Die Kameraden wollen die schöne, kühle englische Göttin zum Knutschen schicken. Das Glück lächelt Frederic. Catherine wird wirklich in jenes Mailänder Lazarett dienstverpflichtet. Als Catherine Frederics Zimmer betritt, verliebt er sich auf der Stelle in die Frau. Die Liebe wird erwidert. Zur Freude der anderen Krankenschwestern macht Catherine öfter Nachtdienst. Was sich nachts zwischen den beiden abspielt kann nur vermutet werden, da Hemingway in seiner typischen Art, die die Phantasie des Lesers aber erst recht anregt, nur die wesentlichen Dinge erwähnt und den Rest „unter der Oberfläche“ weg lässt. Catherine geht wohl trotz seiner Verwundung zu Frederic ins Bett, da sie später schwanger wird. Sie genießen ihr Glück als Ruhe vorm Sturm und sagen sich sogar, dass sie vom Tag des ersten Treffens im Lazarett an verheiratet gewesen seien. Als Frederic sie wirklich heiraten will lehnt Catherine jedoch ab, da man sie sonst wegschicken würde.
Frederic hatte sich zu Beginn seines Lazarettaufenthalts zunächst geweigert dem Rat eines ihn untersuchenden Chirurgen, dass er noch 6 Monate auf die Operation warten solle, zu folgen. Stattdessen findet er einen anderen Mailänder Chirurgen, der ihm am nächsten Tag das kaputte rechte Knie operiert. Der Arzt ist ein scharfer Beobachter und prophezeit ihm und Catherine alles Gute: Von der kriegen Sie einen prächtigen Jungen. Frederics Wunden heilen. Zunächst geht er auf Krücken und bald darauf am Stock. Das Liebespaar besucht Restaurants und wettet ausgiebig auf Pferde. Der Sommer des Jahres 1917 nimmt Abschied. Frederic übt das Nicht-Hinken. Catherine ist im dritten Monat schwanger. Der werdende Vater sorgt sich um die Zukunft der kleinen Familie. Obwohl er noch Genesungsurlaub hat, schmeißt ihn die missgünstige Oberschwester mit seiner Sammlung leerer Schnapsflaschen aus dem Lazarett. Die Liebenden verbringen bis zur Trennung noch ein paar Stunden in einem komfortablen Mailänder Hotel. Dann muss Frederic über Udine zurück nach Gorizia. An dem alten Standort ist sein Einsatz in Caporetto vorgesehen. Kaum ist Frederic in Stellung gegangen, da brechen die Österreicher in Richtung Cividale und Udine durch. Frederic bringt mit seinen Leuten Verwundete nach Plava. Auf dem Rückzug in Richtung Udine bleiben die Krankenwagen im Morast stecken. Als Frederic zu Fuß, eingekeilt in die Menge der zurückflutenden Italiener, eine Tagliamento-Brücke nachts passiert hat, wird er am anderen Ufer von italienischer Feldpolizei festgenommen. Nach kurzem Verhör werden Offiziere, die sich von ihrer Truppe entfernt haben, exekutiert. Frederic rettet sein Leben mit einem Sprung in den Fluss. Auf einem Güterzug erreicht er zunächst Mestre und über einen weiteren Zug Mailand. Er besorgt sich bei einem Freund Zivilkleidung und findet Catherine in Stresa am Lago Maggiore. Das Paar steigt in einem Hotel ab. Frederic kennt den Barkeeper von früher. Der ortsansässige Keeper bekommt heraus, dass Frederic in Stresa als Offizier bekannt ist und als Deserteur verhaftet werden soll. Der Keeper verhilft dem Paar zur Flucht über den See. Frederic rudert sich die Hände wund und erreicht nach 35 Kilometern die Schweiz bei Brissago. Die beiden Flüchtlinge suchen ein Gasthaus auf. Nach dem Frühstück werden sie festgenommen. Da sie Bargeld besitzen, dürfen sie in der Schweiz Urlaub machen. Frederic will den Krieg vergessen und wählt eine Hütte in den bewaldeten Bergen oberhalb Montreux mit Blick auf die Dents du Midi, die Rhone und den Genfersee. Catherine will sich erst nach ihrer Niederkunft trauen lassen. Im März 1918 ist es dann soweit. Das Paar reist nach Lausanne. Beide steigen in einem Hotel in der Nähe der Frauenklinik ab. Der kräftige kleine Junge muss mit Kaiserschnitt entbunden werden und kommt tot zur Welt. Catherine stirbt an innerer Blutung.
Der Ich-Erzähler resümiert: „Die Welt zerbricht jeden … die, die nicht zerbrechen wollen, die tötet sie.“

## Kritik
„Während In einem anderen Land als Anti-Kriegsroman weiterhin zeitlose Gültigkeit hat, haben andere Teile des Romans deutlich Patina angesetzt. Das gilt insbesondere für die Liebesgeschichte, die aus heutiger Sicht etwas romanzenhaft-machohaft erscheint und deren Dialoge zwischen Frederic und Catherine zuweilen arg hölzern und geradezu lächerlich wirken. Aufgewogen wird dies letztlich nur durch die Wucht des tragischen Endes.“

## Filmografie
- 1932: In einem anderen Land (A Farewell to Arms), Regie: Frank Borzage, Drehbuch: Oliver H.P. Garrett, Benjamin Glazer, Darsteller: Helen Hayes, Gary Cooper und Adolphe Menjou.
- 1957: In einem anderen Land (A Farewell to Arms), Regie: Charles Vidor und John Huston, Darsteller: Jennifer Jones, Rock Hudson und Vittorio De Sica.

siehe auch:
- 1996: In Love and War, Regie: Richard Attenborough, Darsteller: Sandra Bullock und Chris O’Donnell. Auf dem Buch „Hemingway in Love and War“ von Henry S. Villard und James Nagel fußender Film zur Biographie Hemingways. Der Trailer zum Film (in englischer Sprache).

## Ausgaben
Erstausgabe
- Ernest Hemingway: A Farewell to Arms. Charles Scribner’s Sons, New York 1929.

Übersetzungen
- In einem andern Land. Rowohlt Verlag, Berlin 1930, DNB 573740828 (Übersetzung aus dem Amerikanischen von Annemarie Horschitz-Horst. Deutsche Erstausgabe; 368 Seiten, Ganzleinen, Deckelvignette, Farbkopfschnitt)
- In einem anderen Land, Roman, 1957. Im Bertelsmann Lesering, Lizenzausgabe für den Bertelsmann Lesering mit Genehmigung des Rowohlt Verlages
- In einem andern Land. Roman (=rororo Nr. 22602). Rowohlt-Taschenbuch-Verlag, Reinbek 1999, ISBN 3-499-22602-2 (383 S., übersetzt von Annemarie Horschitz-Horst)
- In einem anderen Land. Roman. Aufbau Verlag, Ost-Berlin 1972, DNB 573740879 (354 S., Ausgabe für die DDR, übersetzt von Annemarie Horschitz-Horst)
- In einem anderen Land. Roman. Rowohlt Verlag, Reinbek 2018, ISBN 978-3-498-03019-3 (393 S., übersetzt von Werner Schmitz)
- In einem anderen Land. Rowohlt E-Book, Reinbek 2018, ISBN 978-3-644-00256-2 (400 S. ePUB, übersetzt von Werner Schmitz)

## Sekundärliteratur
- Carlos Baker: Ernest Hemingway. Der Schriftsteller und sein Werk. S. 107–128. Reinbek 1967
- E. M. Halliday: Symbolismus und Ironie in Ernest Hemingways ›A Farewell to Arms‹. In: Gerhard Hoffmann (Hrsg.): Amerikanische Literatur des 20. Jahrhunderts, Band 1. Fischer Verlag 1972, ISBN 3-436-01444-3, S. 169–193
- Jürgen Peper: Ernest Hemingway: A Farewell to Arms. In: Edgar Lohner (Hrsg.): Der amerikanische Roman im 19. und 20. Jahrhundert. Schmidt Verlag, Berlin 1974, ISBN 3-503-00515-3, S. 275–296
- Hans-Peter Rodenberg: Ernest Hemingway. Reinbek 2002, ISBN 3-499-50626-2